# Jos Schipper
Adri „Jos“ Schipper (* 10. Juni 1951 in Baarn) ist ein ehemaliger niederländischer Radrennfahrer.

## Sportliche Laufbahn
Schipper war im Straßenradsport aktiv. Von 1970 bis 1984 war er Berufsfahrer. Er gewann die Rennen Omloop van het Zuidwesten und Grote Prijs Briek Schotte 1977, Dwars door Vlaanderen 1978 vor Frank Hoste, Fayt-le-Franc (Le Samyn) 1979, Andalusien-Rundfahrt 1981, Brüssel–Ingooigem 1982. Dazu kam eine Reihe von Erfolgen in belgischen Kriterien und Rundstreckenrennen.
Etappensiege holte er im Rennen Driedaagse van De Panne sowie in der Belgien-Rundfahrt 1977 und 1979, in der Vuelta a España 1978, in der Ronde van Nederland und in der Andalusien-Rundfahrt 1981. Zweiter wurde er 1980 in der nationalen Meisterschaft im Straßenrennen hinter Johan van der Velde.
Die Tour de France fuhr er zweimal. 1980 wurde er 83., 1982 beendete er die Rundfahrt nicht. In der Vuelta a España war er dreimal am Start. 1978 wurde er 5., 1981 37., 1977 war er ausgeschieden.